# Geert Edgar Schlubach

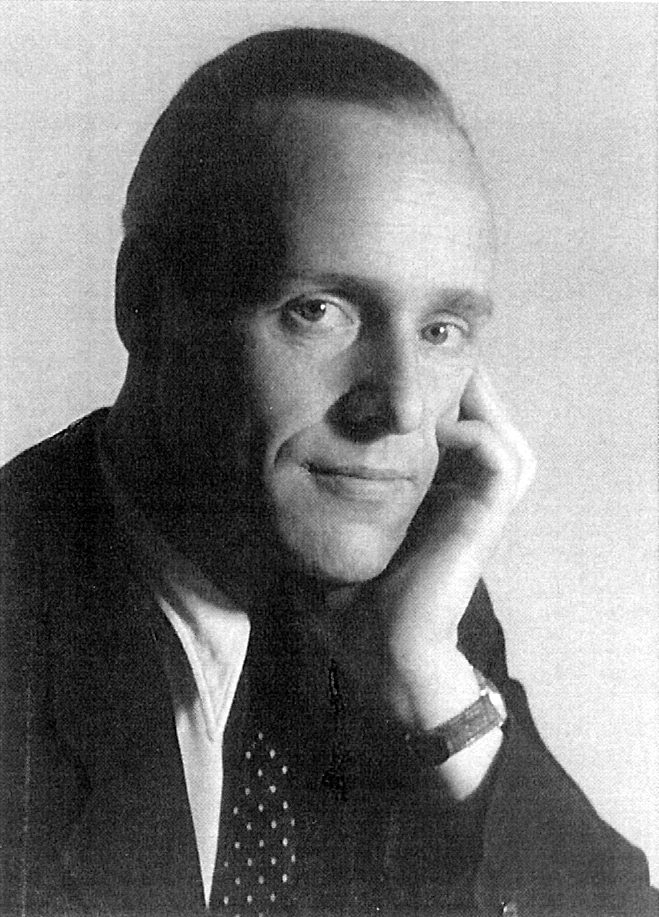
Edgar Schlubach 1962

Geert Edgar Terii-Ae-Tua Schlubach (* 24. Juli 1909 in Hamburg; † 12. Dezember 2003 in Eutin) war ein deutscher Architekt, Bühnenbildner und Collagenkünstler.

## Leben
Er war das älteste von 4 Kindern des Hamburger Kaufmanns Hermann Edgar Schlubach und dessen Frau Esther Lizzie Carr, einer Urenkelin Robert M. Slomans. Nach dem Ersten Weltkrieg lebte die Familie einige Jahre in Den Haag, wo sein Vater die niederländische Niederlassung der Firma Schlubach Co. leitete. Dort wurde 1920 sein Bruder Jan Schlubach, geboren.
1925 nach Hamburg zurückgekehrt besuchte Edgar Schlubach das Johanneum bis zum Abitur. 1928–1929 studierte er Architektur zunächst an der Technischen Hochschule Dresden, danach an der Technischen Hochschule Berlin-Charlottenburg und legte 1933 bei Hans Poelzig die Diplomhauptprüfung ab. Schon damals zeigten sich seine besondere zeichnerische Begabung und sein Interesse für das Theater.
Nach Tätigkeit als Architekt in diversen Architekturbüros und als Bühnenbildner mit Emil Preetorius in München war er 1936 bis 1939 Assistent bei Julius Petersen an der Technischen Hochschule Braunschweig. Anschließend kam er in das Büro von Ernst Zinsser in Hannover, wo u. a. Kasernen für Spremberg und Stadtallendorf planen musste.
Im November 1939 wurde er wegen des Abreißens von Plakaten mit der Aufschrift „Gott strafe England“ angezeigt, von der Gestapo verhaftet und erst nach mehreren Verhören, Drohungen und Meldung an das Wehrkreiskommando freigelassen. Daraufhin 1943 zum Kriegsdienst eingezogen, erlitt er 1944 an der Invasionsfront einen Bauchschuss und wurde als Kriegsgefangener im Lager Crewe Hall interniert. Nach seiner Genesung arbeitete er als Dolmetscher für das britische Militär, dokumentierte seine Umgebung in farbigen Zeichnungen und schuf traumhafte Bühnenbildentwürfe. Vorzeitig entlassen zog er 1947 nach München und war u. a. im Antiquitätenhandel tätig.
Mit Beginn des Wiederaufbaus nach der Währungsreform 1948 arbeitete er zunächst als Architekt im Büro Apel, Letocha & Hardt in Frankfurt und als Büroleiter bei Heinrich Bartmann in Münster. 1951 wurde er Assistent bei Ernst Zinsser, der inzwischen zum Professor an die Technische Hochschule Hannover berufen worden war. Es folgte 1954 die Gründung eines eigenen Büros in Hannover, das sich vor allem im Schulbau und Wohnhausbau beschäftigte. Zudem war er ehrenamtlicher Sachverständiger im Baupflege-Beirat der Stadt Hannover.
Parallel dazu entwickelte er seine künstlerische Arbeit weiter. Bereits seit 1949 war er Mitglied der Kestnergesellschaft in Hannover. Studienreisen, bei denen er Zeichnungen und Aquarelle anfertigte, führten ihn nach Mexiko (1950) und Italien (1953 und 1955). Er war befreundet mit Künstlern wie Kurt Lehmann und Eduard Bargheer, den er auf Ischia besuchte, und pflegte eine umfangreiche Korrespondenz, u. a. mit Hermann Hesse. Ab 1956 begann er, angeregt durch eine Ausstellung mit Werken von Kurt Schwitters, mit der Erstellung eigener Collagen und beteiligte sich an kleineren Ausstellungen.
1966 gab er sein Architekturbüro an seinen Büroleiter Heinz Sperling ab und zog nach Südfrankreich in ein kleines Bauernhaus in Les Gauchers de Blauvac nahe Carpentras, um sich nun ganz auf die Kunst zu konzentrieren und sich um seine inzwischen alleinstehende Mutter zu kümmern, die dort 1971 starb. Neben Zeichnungen, Aquarellen und Collagen schuf er auch Karikaturen und stand in regem Austausch mit dort lebenden Malern wie Kurt Kranz, Hans Hermann Steffens und Siegfried Klapper. Während der Sommermonate entwickelte sich das Haus zu einem Treffpunkt befreundeter Architekten, Künstler und Musiker, darunter Heinrich Bartmann, Friedrich Wilhelm Kraemer, Wilhelm Landzettel, Rolf Romero, Ernst Zinsser, Eike Hensch, Kurt Sohns, Detlef Kappeler, Yvonne Georgi, Christoph Eschenbach und Ernest Sauter.
1979 nach Deutschland zurückgekehrt, erwarb er in Warburg das Goldschmidt-Haus, richtete es als Wohnhaus für sich und einige Freunde her und setzte seine künstlerische Tätigkeit fort. Zeitweise lebte er in Berlin, um wieder als Bühnenbildner mit seinem Bruder Jan zusammenzuarbeiten. 1993 zog er schließlich nach Eutin, wo er bis zu seinem Tod 2003 korrespondierte und Collagen fertigte. Er wurde in der Familiengrabstätte auf dem Ohlsdorfer Friedhof in Hamburg beigesetzt.
Das Museum im Stern in Warburg ehrte ihn zum 100. Geburtstag mit einer Sonderausstellung.

## Bauten und Projekte (Auswahl)

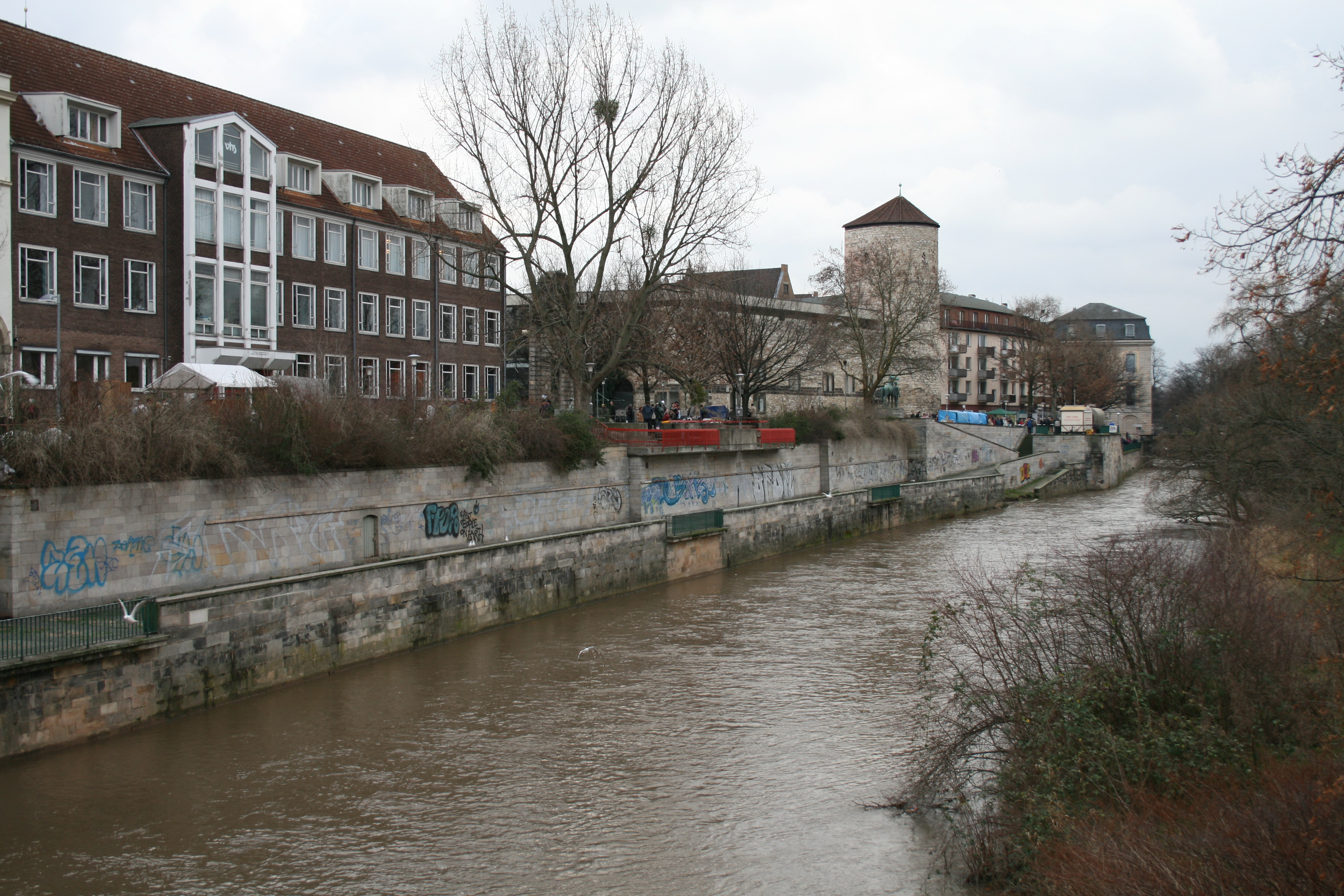
Schule am Hohen Ufer 3

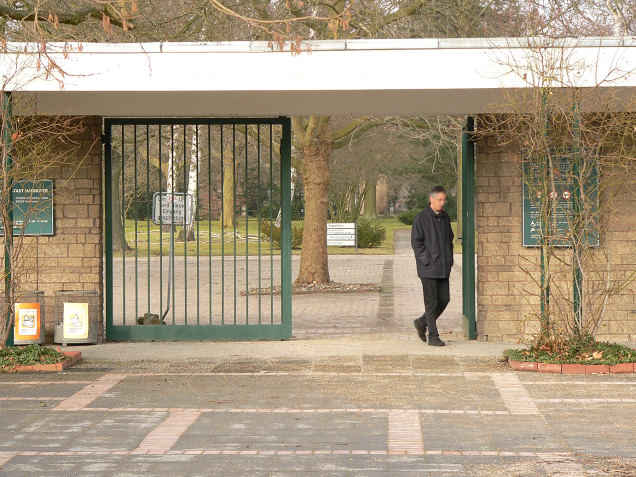
Friedhofseingang Hannover-Seelhorst, Garkenburgstraße

- 1956 Sonderschule Am Hohen Ufer 3, Hannover
- 1958 Fabrikationsneubau der Geha-Werke, Gehaplatz 1, Hannover (zusammen mit Ernst Zinsser)
- 1960–61 Peter-Petersen-Schule, Böhmerstraße 10, Hannover
- 1962–64 Stadtfriedhof Seelhorst, Eingangs- und Verwaltungsgebäude und Kapelle 3, Hannover
- 1965–66 Evangelisches Jugendzentrum, Am Steinbruch 10–12, Hannover
- 1966 Erweiterung Ricarda-Huch-Schule, Bonifatiusplatz 15, Hannover

## Ausstellungen
- 1958: Galerie Brockstedt, Hannover
- 1960: Galerie Brusberg, Hannover, neben Werken von Buchheister, Grasshoff und Miró
- 1960: Galerie Pedregal, Mexiko-Stadt
- 1961: Galerie Hanna Bekker vom Rath, Frankfurt
- 1989: Galerie Margaret Sittler, Forsthaus Morschen-Eubach
- 1992 und 2009: Museum im Stern, Warburg